# Guyencourt-Saulcourt
Guyencourt-Saulcourt är en kommun i departementet Somme i regionen Hauts-de-France i norra Frankrike. Kommunen ligger i kantonen Roisel som tillhör arrondissementet Péronne. År 2022 hade Guyencourt-Saulcourt 144 invånare.

## Befolkningsutveckling
Antalet invånare i kommunen Guyencourt-Saulcourt
| Referens: INSEE |